# Camino recto y seguro para llegar al cielo
«Camino recto y seguro para llegar al cielo» es un devocionario escrito en 1843 por san Antonio María Claret.

## Historia
La primera edición, publicada en Vich en 1843, constaba en un principio de 48 páginas. Tuvo tanta difusión que en 1845 se imprimió en tres lugares diferentes. Periódicamente, Claret añadía algo, hasta convertirlo en un devocionario clásico. La edición de Vich realizada por Trullás en 1846 constaría ya de 104 páginas; las de Barcelona, realizadas por Pla en 1849 tendrían 176 y 180; y la de la Librería Religiosa, de 1853, tendría 432. En un principio, el libro solo estuvo en catalán. En 1846 se tradujo al castellano, en 1867 al euskera, en 1884 al pangasinán y en 1909 al portugués. Fue difundido en la península ibérica, Canarias, Cuba y varios países de Hispanoamérica. Se convirtió en el devocionario más popular hasta mediados del siglo XX.

## Consulta
Actualmente la obra está disponible en consulta libre en Google Books en su 41ª edición, de 1862: Claret, A. M. (1862). Camino recto y seguro para llegar al cielo. (n.p.): Librería Religiosa.